# Марий (святой)
Марий (фр. Mar-Mari; где «мар» означает «святой») — святой, четвёртый патриарх Ассирийской церкви Востока. Возглавлял церковь с 80 по 120 год.

Обращён в христианство Фаддеем. Проповедовал христианство в Месопотамии и Персии. Считается, что вместе с Фаддеем создал литургию, до сих пор использующуюся в Ассирийской церкви Востока.
В источниках[каких?] Марий также встречается как Паллут. Именно под таким именем этот ученик апостола Фаддея (Аддая) упоминается в повествующих о событиях начала второго века сирийских Актах Шарбиля. Там христианский епископ г .Эдессы — Барсамья, обращая жреца Шарбиля в христианство вспоминает Мария (Паллута) как известного в Сирии христианского проповедника, с которым по мысли Барсамьи должен был быть знаком даже главный языческий жрец Эдессы — Шарбиль.